# Бадахос (комарка)
Бадахо́с (исп. Comarca de Badajoz) — район (комарка) в Испании, входит в провинцию Бадахос в составе автономного сообщества Эстремадура.

## Муниципалитеты
| Муниципалитет           | Население | Площадь км² | Плотность населения чел./км² |
| ----------------------- | --------- | ----------- | ---------------------------- |
| Бадахос                 | 143.748   | 1.470       | 98                           |
| Ногалес (Бадахос)       | 688       | 81          | 8,49                         |
| Талавера-ла-Реаль       | 5.126     | 62          | 82,68                        |
| Торре-де-Мигель-Сесмеро | 1.206     | 58          | 20,79                        |